# هتل اسپیناس پالاس
هتل اسپیناس پالاس یک هتل پنج ستاره در منطقه ۲ شهرداری تهران است.
این هتل در تاریخ ۷ دی ۱۳۹۴ با حضور اسحاق جهانگیری معاون اول رئیس‌جمهور وقت ایران افتتاح شده‌است. هتل اسپیناس پالاس دارای ۲۰ طبقه، ۴۰۰ اتاق و سوئیت و بیش از ۱۴ سالن گردهمایی با گنجایش ۲۰ تا ۱۵۰۰ نفر می‌باشد.